# Dzong Rinpung
El dzong Rinchen Pung (dzongkha: Fortaleza sobre un montón de joyas), abreviado como dzong Rinpung y a veces llamado dzong Paro, es un gran dzong —monasterio y fortaleza budista— adscrito al linaje Drukpa, de la escuela Kagyu, en el distrito de Paro (Bután). Alberga el Cuerpo Monástico del distrito y las oficinas administrativas del gobierno del dzongkhag de Paro. Está incluido como sitio provisional de Bután para su inclusión en la Unesco.

## Historia
En el siglo XV, la población local ofreció el peñasco de Hungrel en Paro al lama Drung Drung Gyal, un descendiente de Pajo Drugom Zhigpo. Drung Drung Gyal construyó un pequeño templo allí, para más tarde levantar un dzong de cinco pisos que se conocía como dzong Hungrel.
En el siglo XVII, sus descendientes, los señores de Hungrel, ofrecieron esta fortaleza al jerarca Drukpa, Ngawang Namgyal, el Shabdrung Rinpoche, en reconocimiento a su autoridad religiosa. En 1644, el Shabdrung desmanteló el dzong existente y sentó las bases de una nueva fortaleza. En 1646, el dzong fue reconsagrado y establecido como el centro administrativo y monástico de la región occidental, y pasó a denominarse como dzong Rinpung.
El fuerte se utilizó en numerosas ocasiones para defender el valle de Paro de las invasiones del Tíbet. El político británico John Claude White informó que en 1905 había viejas catapultas para arrojar grandes piedras almacenadas en las vigas de la veranda del dzong. La fortaleza sobrevivió a un terremoto de 1897 pero fue severamente dañado por un incendio en 1907.

## Arquitectura

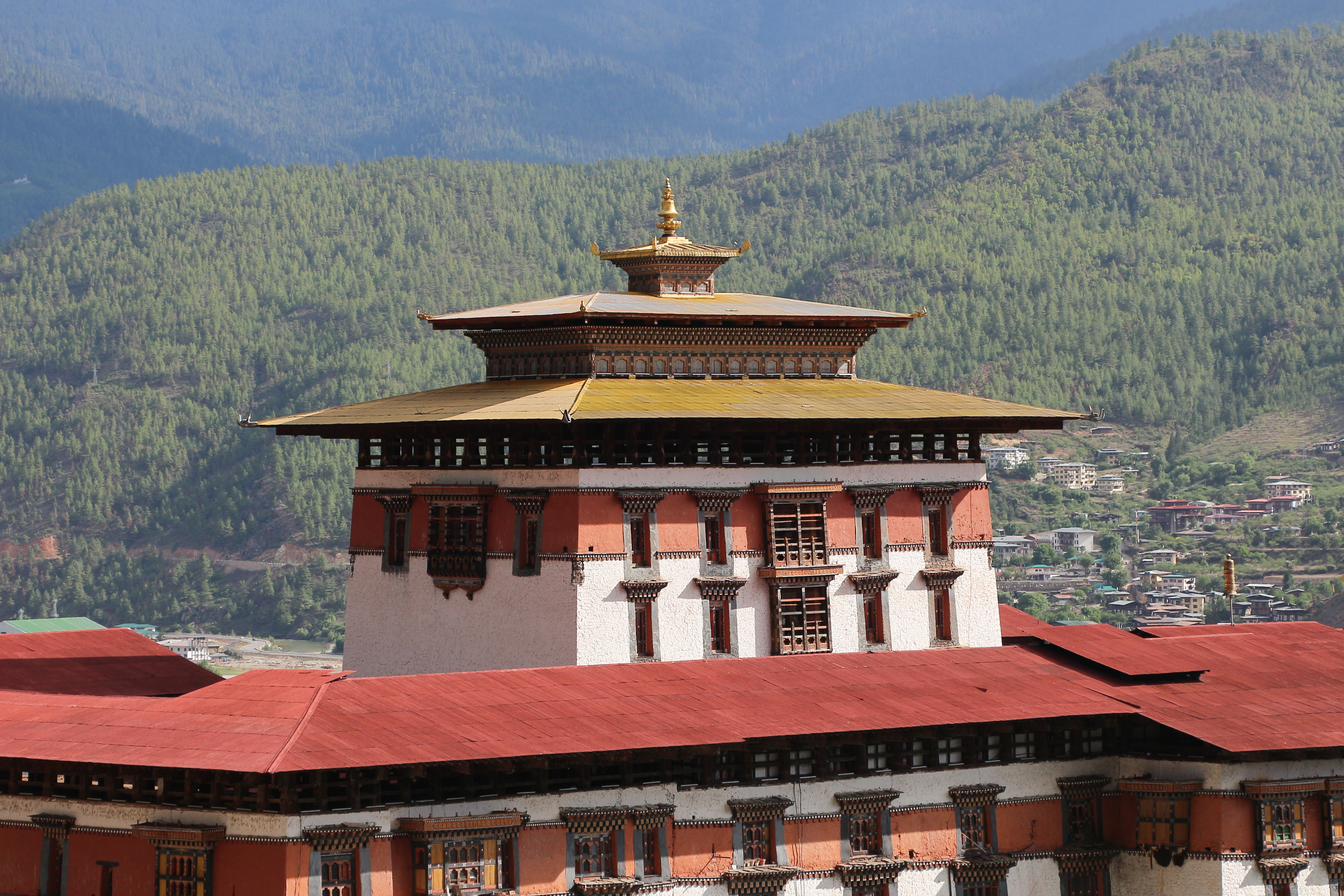
El utse (torre central) del dzong.

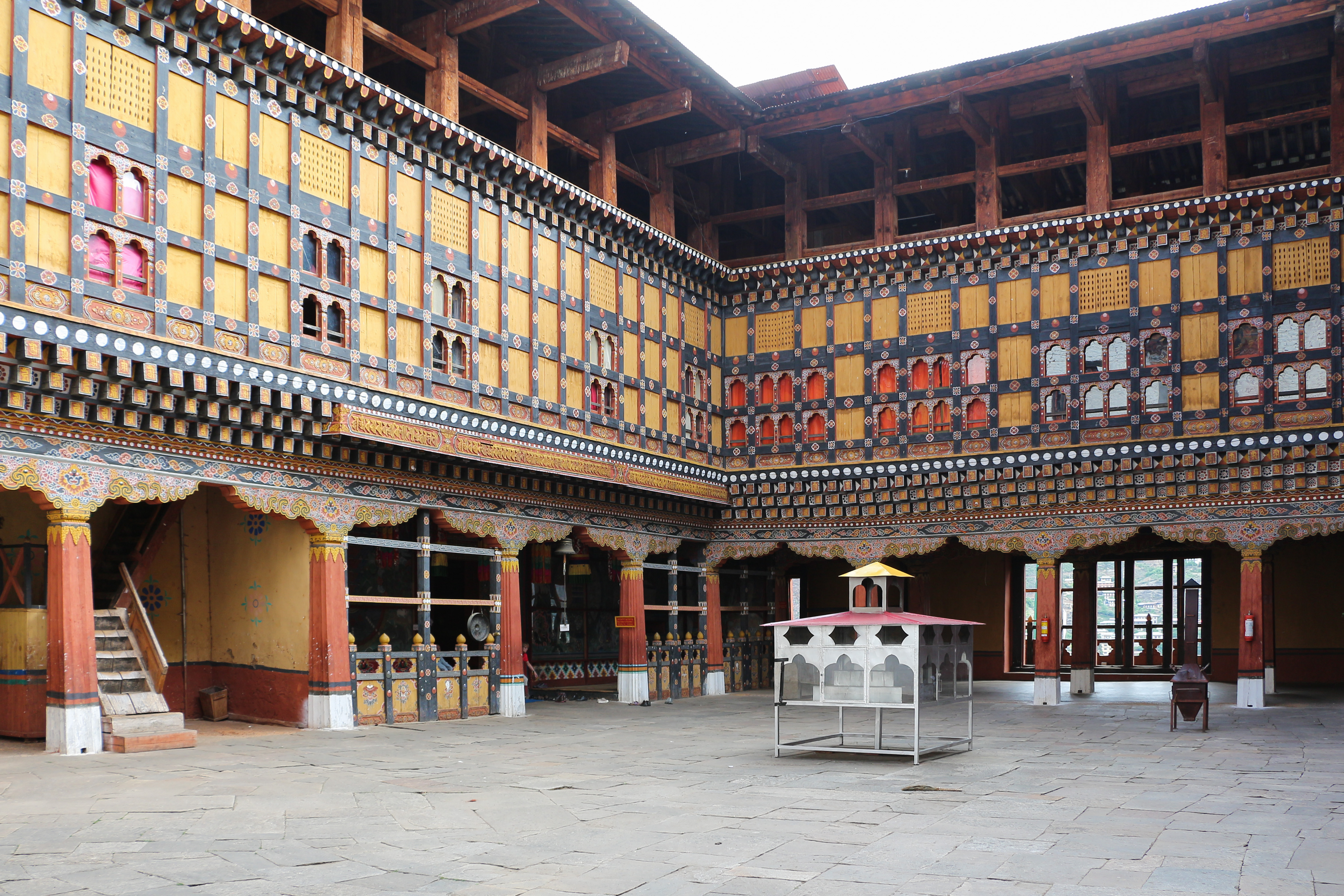
Patio interior de la fortaleza. Nótese la ornamentación de la madera tallada.

El dzong está construido sobre una ladera empinada, cerca del dzong Ta (que alberga el Museo nacional de Bután). El patio delantero de la sección administrativa es 6 m más alto que el patio monástico.  La entrada noreste del dzong, que conduce al dochey (patio), cuyo utse (torre central) cuenta con cinco pisos de altura; fue construido en la época del primer penlop (gobernador) de Paro en 1649. La madera fue tallada ricamente, pintada en oro, negro y ocres, y las paredes elevadas y encaladas simbolizan el poder y la riqueza del lugar.
Debajo del dzong, un puente cubierto de madera tradicional llamado Nyamai Zam cruza el Paro Chhu. Se trata de una reconstrucción del puente original, que fue arrastrado por una inundación en 1969. Las versiones anteriores de este puente se destruyeron en tiempos de guerra para proteger el acceso a la fortaleza.

## Pintura

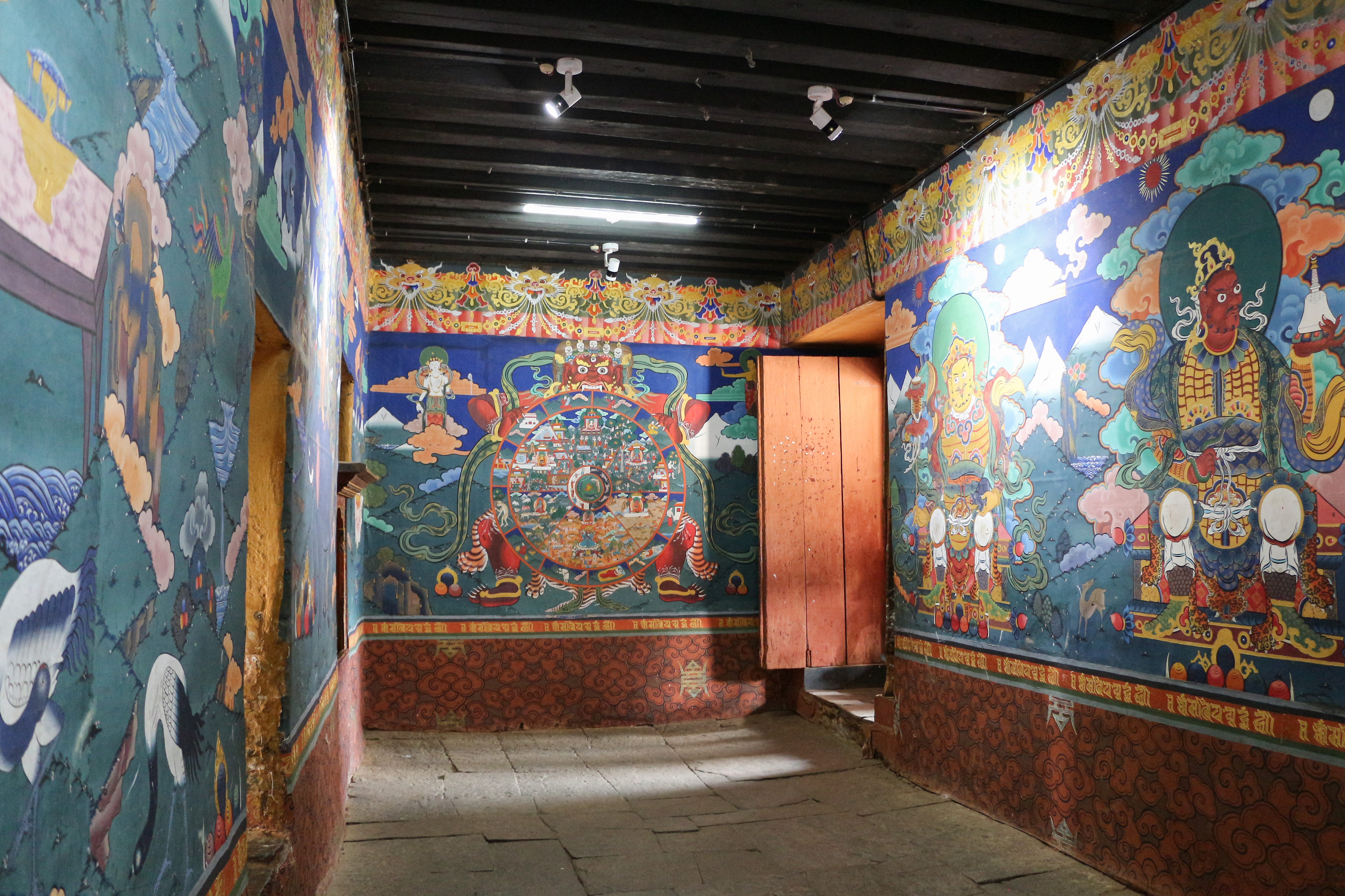
Murales del dzong Rinpung.

El conjunto monástico, que alberga a unos 200 monjes, presenta el kunrey, que funciona como el aula de los budistas, se centra alrededor de imágenes de Buda y murales típicos butaneses; entre ellos uno representa al Monte Meru, el centro del universo para la religión, rodeado por siete cadenas montañosas y cuatro continentes. El dukhang (sala de oración) presenta pinturas que representan la vida del poeta y santo del Tíbet Milarepa.

## Festivales

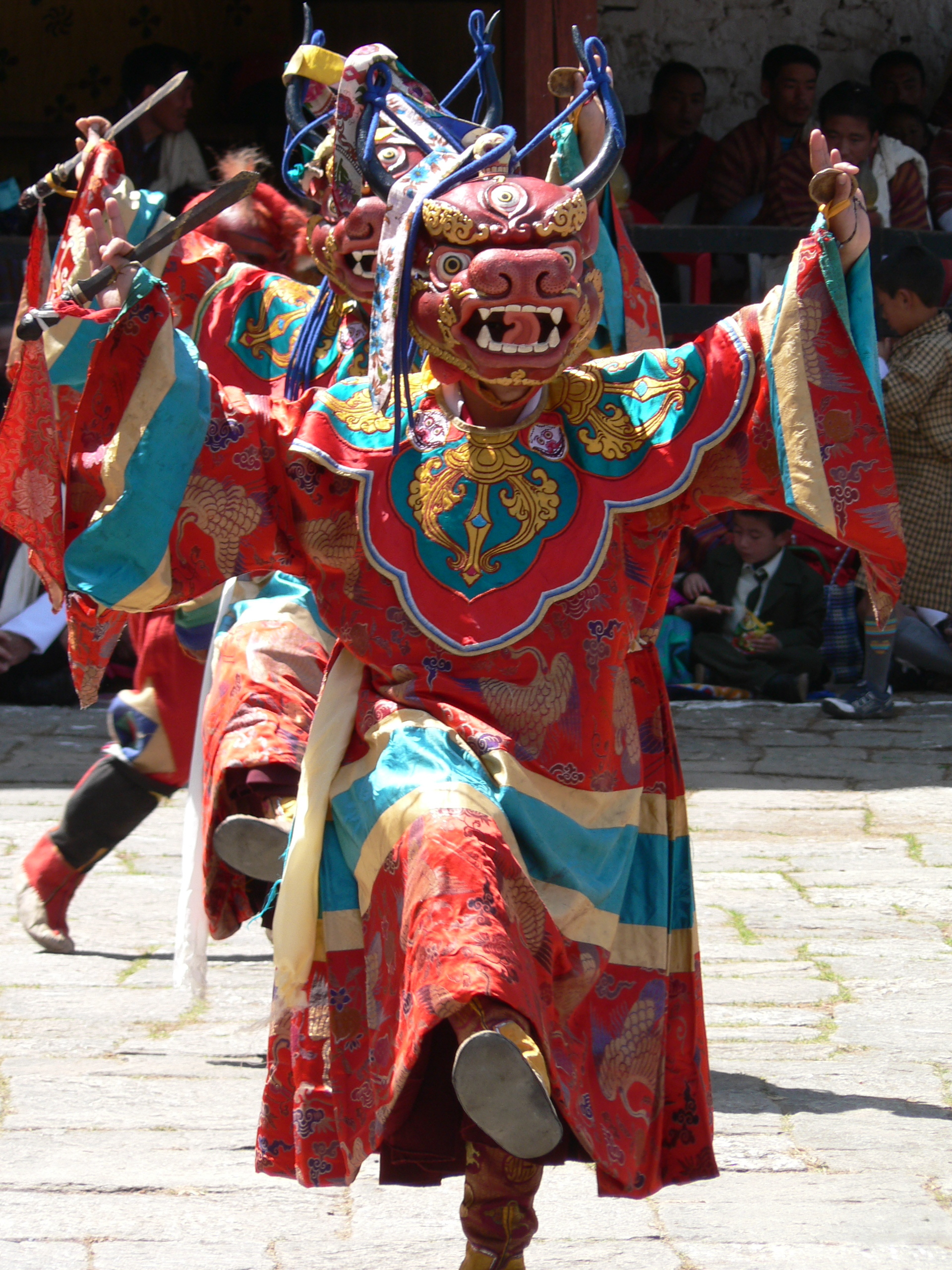
Baile de máscaras durante el tsechu del dzong Rinpung.

Un gran festival anual, el tsechu se lleva a cabo en el dzong Rinpung del undécimo al decimoquinto día del segundo mes del calendario lunar tradicional de Bután (generalmente en marzo o abril del calendario gregoriano). En esta ocasión, las imágenes sagradas se toman en procesión. A esto le sigue una serie de danzas de máscaras tradicionales que transmiten historias religiosas y que son interpretadas por monjes durante varios días.
Antes del amanecer de la mañana del decimoquinto día, se exhibe al público en las primeras horas de la mañana un gran estandarte sagrado, el thongdrel (similar al tapiz thangka) que representa las Ocho Manifestaciones de Padmasambhava. Solo se muestra en horas tempranas para mantener la tradición de evitar que la luz solar caiga sobre el tapiz.